# 察隅婆婆纳
察隅婆婆纳（学名：Veronica chayuensis）为車前草科婆婆纳属下的一个种。

## 扩展阅读
維基物種上的相關：察隅婆婆纳